# Metropolitana di Kunming
La metropolitana di Kunming è il sistema metro della città di Kunming, in Cina, gestito dalla Kunming Rail Transit Corporation.

## Storia
La costruzione è iniziata nel 2010 e la prima linea fu inaugurata nel 2012. Attualmente ci sono 4 linee con 59 stazioni e 88.76 km di percorso.

## Linee
|  | Linea             | Percorso                                                                  | Inaugurazione | Ultima estensione | Lunghezza | Stazioni |
|  | ----------------- | ------------------------------------------------------------------------- | ------------- | ----------------- | --------- | -------- |
|  | Linea 1 e Linea 2 | North Bus Station - University Town South / Kunming South Railway Station | 2013          | 2016              | 45,7      | 36       |
|  | Linea 6           | East Bus Station - Airport Center                                         | 2012          | 2012              | 18,1      | 2        |